# Karl Frickhöffer
Karl Frickhöffer (* 4. März 1822 in Idstein; † nach 1901) war ein deutscher Badearzt und Parlamentarier.

## Leben
Karl Frickhöffer begann an der Georg-August-Universität Göttingen Medizin zu studieren. 1842 wurde er Mitglied des Corps Nassovia Göttingen. Er wechselte an die  Julius-Maximilians-Universität Würzburg, die Friedrich-Wilhelms-Universität zu Berlin und die Universität Wien. Er wurde zum Dr. med. promoviert. Ab 1858 war er Hof- und Badearzt in Langenschwalbach. Er verfasste einige medizinische Abhandlungen.
Von 1873 bis 1879 saß Frickhöffer für den Wahlkreis Wiesbaden 5 (Untertaunuskreis) im Preußischen Abgeordnetenhaus. Er gehörte zur Fraktion der Deutschen Fortschrittspartei.

## Auszeichnungen
- Ernennung zum Hofrat
- Ehrenmitglied des Vereins Nassauischer Ärzte (1901)[2]

## Schriften
- Statistik der im Herzogtum Nassau 1818-58 vorgekommenen Brucheinklemmungen, Bruchoperationen und Kothfisteln, 1860
- Schwalbach in seinen Beziehungen zum chronischen Uterin- und Vaginal-Catarrh, 1860
- Schwalbach in seinen Beziehungen zu einigen Frauenkrankheiten, 1861
- Schwalbach in seinen Beziehungen zu den wichtigsten Frauenkrankheiten, 1874
- Die Eisenquellen zu Schwalbach, 2. Auflage 1888